# Modraïta
La modraïta és un mineral de la classe dels silicats que pertany al grup de la vesuvianita.

## Característiques
La modraïta és un sorosilicat de fórmula química Ca₁₉Fe²⁺Al₄(Al₆Fe²⁺₂)(◻₄)◻[Si₂O₇]₄[(SiO₄)₁₀](OH)(OH)₉. Va ser aprovada com a espècie vàlida per l'Associació Mineralògica Internacional en el mes de maig de l'any 2024, i encara resta pendent de publicació. Cristal·litza en el sistema tetragonal. És l'anàleg amb Fe(II) de la magnesiovesuvianita, així com l'anàleg Fe(II)Fe(II) de la vesuvianita, la ciprina, l'alumovesuvianita i la manganovesuvianita. Segons la classificació de Nickel-Strunz pertany a «09.B - Estructures de sorosilicats amb grups barrejats de SiO₄ i Si₂O₇; cations en coordinació octaèdrica [6] i major coordinació».
L'exemplar que va servir per a determinar l'espècie, el que es coneix com a material tipus, es troba conservat a les col·leccions del Museu Nacional d'Eslovàquia, a Bratislava, amb el número de catàleg: M20413.

## Formació i jaciments
Va ser descoberta a una petita vall sense nom, al sud-oest del turó de Dolinkovský, a la localitat de Modra del districte de Pezinok (regió de Bratislava, Eslovàquia). Aquest indret és l'únic de tot el planeta on ha estat descrita aquesta espècie mineral.